# Абсолютный чемпионат России по самбо 2009
Абсолютный чемпионат России по самбо 2009 года прошёл в Брянске 14-16 сентября. В соревнованиях приняли участие 12 спортсменов. Главный судья — судья международной категории В. А. Игнатенко, главный секретарь — судья республиканской категории — А. В. Поляков.

## Медалисты
| Весовая категория | Золото                 | Серебро               | Бронза                                                     |
| ----------------- | ---------------------- | --------------------- | ---------------------------------------------------------- |
| Абсолютная        | Виталий Минаков Рязань | Михаил Старков Брянск | Дмитрий Минаков Рязань Константин Ратько Рязанская область |